# LIVE 199507151617
《LIVE 199507151617》은 그룹 듀스의 라이브음반이다.